# Субботовка
Суббо́товка (укр. Суботівка) — село на Украине, находится в Могилёв-Подольском районе Винницкой области.
Население по переписи 2001 года составляет 572 человека. Почтовый индекс — 24060. Телефонный код — 4337.
Занимает площадь 3,288 км².
- Заманов, Эльмар Юрьевич — родился в Субботовке в 1936 году. Председатель Махачкалинского горисполкома (1981—1986).

## Религия
В селе действует Свято-Михайловский храм Могилёв-Подольского благочиния Могилёв-Подольской епархии Украинской православной церкви.

## Адрес местного совета
24016, Винницкая область, Могилёв-Подольский р-н, с. Субботовка